# Sula leucogaster
La sula fosca (Sula leucogaster Boddaert, 1783) è un uccello marino della famiglia dei Sulidi.

## Descrizione
La sula fosca è, come gli altri uccelli della sua famiglia, un uccello marino di medie dimensioni. La lunghezza varia dai 64 centimetri ai 76 centimetri, il peso dai 700 grammi al chilo e mezzo, l'apertura alare dai 137 ai 145 centimetri a seconda della sottospecie. Le livree sono simili nei due sessi. Il dorso, la coda, la parte alta del petto, la parte superiore e i bordi inferiori delle ali e il capo sono marroni scuro, mentre il ventre e la zona centrale inferiore delle ali è bianca. Le zampe e i piedi sono gialli nelle femmine e grigio-verdastri nei maschi, come il becco, che però tende al grigio anche nelle femmine. Le ali hanno speciali sacchi aerei che, insieme al corpo lungo e stretto, attenuano gli impatti con l'acqua. Il becco è conico, lungo e robusto, adatto ad afferrare i pesci.

## Biologia

### Alimentazione
Questi uccelli sono piscivori. Cacciano nei dintorni degli scogli, ma possono allontanarsi anche per 80 chilometri in cerca dei banchi. Si nutrono principalmente di sardine, acciughe, calamari, pesci volanti, carangidi e altri pesci che catturano lanciandosi ad alte velocità da oltre i trenta metri di altezza e scendendo in profondità per inseguire i banchi.

### Riproduzione

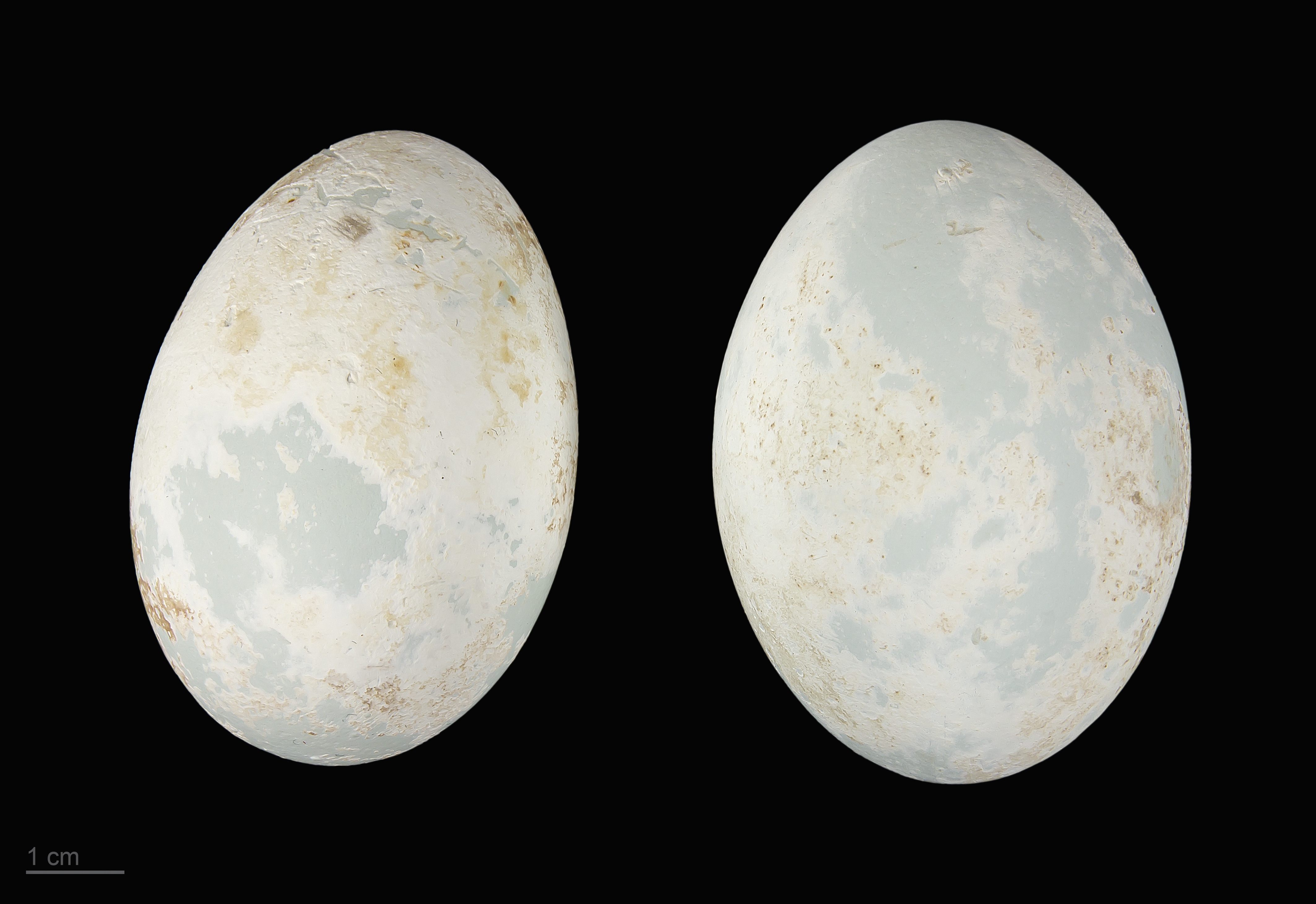
Sula leucogaster

Questa specie di sula è l'unica che si esibisce in volo per suscitare interesse nelle femmine. Ampi volteggi si alternano a brevi picchiate e planate. Il nido viene costruito sulle scogliere dove si affollano centinaia di individui. Solitamente il nido è una leggera depressione del terreno circondata da ramoscelli. La femmina depone uno o più spesso due uova di colore bianco. L'incubazione dura quarantatré giorni, dopo i quali il piccolo che nasce per primo caccia il fratello più gracile. Il piumaggio dei giovani è simile a quello degli adulti tranne che per petto, ventre e parte inferiore delle ali, che sono di un marrone molto chiaro.

## Distribuzione e habitat

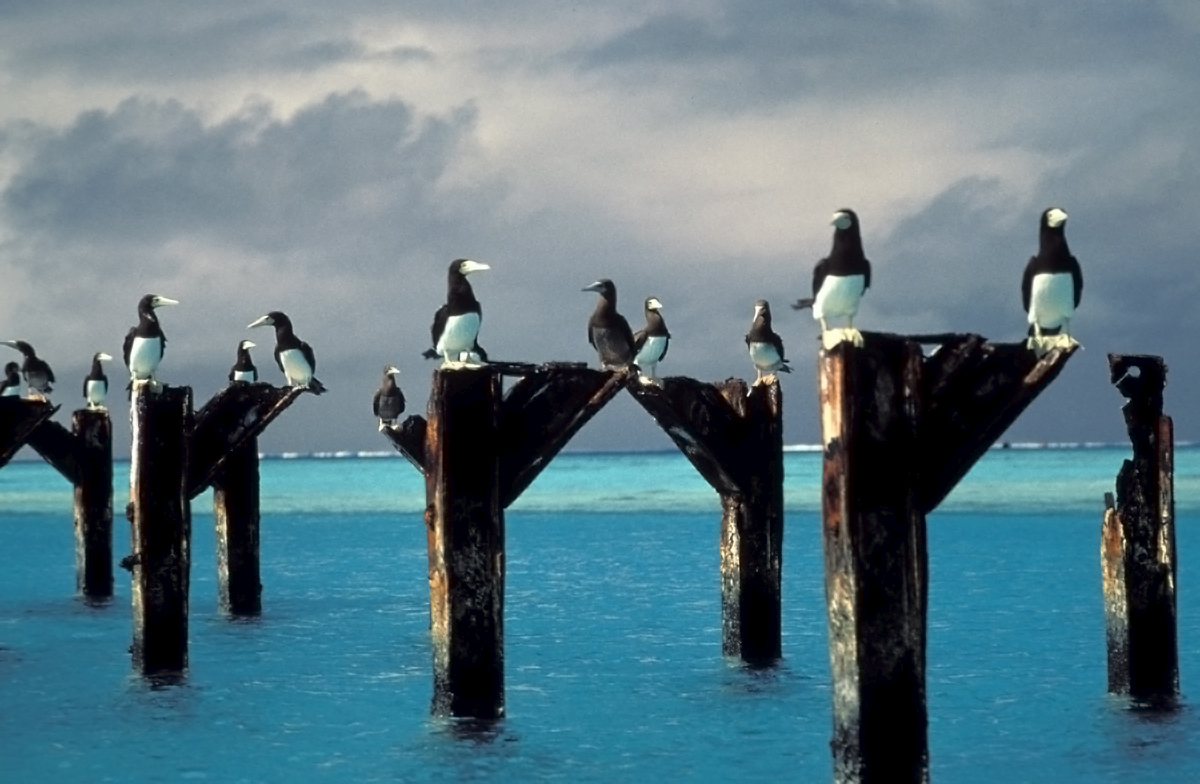
Sule fusche al Johnston Atoll National Wildlife Refuge nel Pacifico.

L'areale della sula fosca è molto vasto. La si trova nelle regioni tropicali degli oceani Atlantico, Indiano e Pacifico in una fascia che comprende: Messico, California, Caraibi, le coste del Sudamerica, dell'Africa centro-occidentale e centro-orientale, Medio Oriente, India, Cina, Indocina, Indonesia, Australia e gran parte delle isole del Pacifico. Saltuariamente la si osserva anche nella Penisola Iberica e, ancora più raramente, anche in Italia.
Le sule fosche amano il mare aperto e utilizzano scogli solitari come punti di appoggio. Sono migratori parziali che tornano sulla terraferma solo per nidificare. In questo caso prediligono le isole o scogliere inaccessibili, lontane da possibili predatori.